# Doğan Güzel
Doğan Güzel, auch Dogan Guzel, ist ein kurdisch-türkischer Zeichner, Illustrator und Karikaturist. Er ist der Schöpfer der kurdischen Comicfigur Qirix (Kırık).

## Leben
Güzel arbeitete für die ab Mai 1992 herausgegebene prokurdische Tageszeitung Özgür Gündem. Er entwickelte die Comicfigur Qirix (Kırık). Die Qirix-Geschichten wurden täglich in der Özgür Gündem und nach deren Schließung in der Nachfolgezeitung Özgür Ülke veröffentlicht. Sie fungierten als satirische Begleiter des gewaltreichen Konfliktes in den Kurdenregionen der Türkei.
Die Zeitung Özgür Gündem war in der Türkei wegen angeblichen Verstoßes gegen Anti-Terror-Gesetze und Förderung des Separatismus wiederholt Repressalien ausgesetzt, es gab zahlreiche Morde an ihren Journalisten und Verkäufern sowie Anschläge auf die Verleger. Nach einem Bombenanschlag auf die Redaktionen Istanbul und Ankara im Dezember 1994 wurde sie schließlich eingestellt.
Am 31. Juli 1998 wurde Güzel wegen angeblicher Verunglimpfung und Gefährdung des Staates und der Streitkräfte inhaftiert und angeklagt. Die Staatsanwaltschaft berief sich dabei auf vier, zwischen Mai 1993 und Oktober 1993 erschienene Karikaturen in der Özgür Gündem, bei denen Güzel in satirischer Weise den Ausdruck „lasche türkische Republik“ verwendete. Güzel wurde für diese Karikaturen zu je 10 Monaten, insgesamt also 40 Monaten Freiheitsstrafe verurteilt. Gemäß dem Gesetz 4454 vom 28. August 1999, das es gestattet, Strafen und Verfahren von Journalisten für drei Jahre zur Bewährung auszusetzen, sowie aufgrund massiver Proteste internationaler Journalistenvereinigungen (u. a. Reporter ohne Grenzen), wurde Doğan Güzel von Staatspräsident Süleyman Demirel begnadigt und am 16. September 1999 zusammen mit dem zu über 100 Jahren Freiheitsentzug verurteilten Schriftsteller İsmail Beşikçi freigelassen.
Am 23. April 2000 verbot das Gouvernement des Ausnahmezustandsgebietes OHAL (umfasste einige südöstliche Regionen Anatoliens) den Vertrieb der kurdischsprachigen Humorzeitschrift Pine, für die Güzel ebenfalls gearbeitet hatte. Güzel wurde erneut inhaftiert.
Aufgrund der gegen ihn angestrengten Gerichtsverfahren verließ Güzel die Türkei und lebt heute in Spanien. Seit Januar 2006 zeichnet er wöchentlich für die der PKK nahestehende Tageszeitung Yeni Özgür Politika.
Doğan Güzel hat auch Illustrationen angefertigt, beispielsweise für den 1998 erschienenen historischen Roman „Ataların Karşılaşması“ von Cemal Reşid Ahmed (ISBN 9789757112204).